# Бишоп, Сид (футболист, 1900)
Сидни Макдо́налд Би́шоп (англ. Sidney Macdonald Bishop; 10 февраля 1900 — 4 мая 1949), более известный как Сид Би́шоп (англ. Sid Bishop) — английский футболист, хавбек. Выступал за клубы «Вест Хэм Юнайтед», «Лестер Сити» и «Челси». Провёл четыре матча за сборную Англии.

## Клубная карьера
Уроженец Степни (Лондон), Сид начал играть в футбол за школьные команды Лондона. В военное время играл за футбольную команду Королевских ВВС (RAF), где проходил службу. Затем играл за клуб «Илфорд» в Истмийской лиге, а в 1919 году стал игроком клуба «Кристал Пэлас», игравшего в Южной лиге. Выступал за резервную команду клуба в роли хабвека (ранее он играл в роли нападающего-инсайда). В мае 1920 года стал игроком «Вест Хэм Юнайтед», вскоре став основным фланговым хавбеком «молотобойцев» . В сезоне 1922/23 помог команде дойти до финала Кубка Англии — знаменитого «финала белой лошади» — в котором «Вест Хэм Юнайтед» проиграл клубу «Болтон Уондерерс». В том же сезоне «молотобойцы» заняли второе место во Втором дивизионе, что гарантировало «повышение» команды в Первый дивизион. Выступал за клуб до ноября 1926 года, сыграв в общей сложности 172 матча и забив 10 голов.
5 ноября 1926 года клуб «Лестер Сити» побил свой трансферный рекорд, заплатив за переход Бишопа 3500 фунтов стерлингов. Сид провёл в клубе два сезона, сыграв за «лис»  49 матчей и забив 7 голов в матчах Первого дивизиона .
18 июня 1928 года перешёл в «Челси» за 4500 фунтов стерлингов. За «пенсионеров» выступал на протяжении пяти сезонов, сыграв в общей сложности 109 матчей и забив 6 голов. В мае 1933 года объявил о завершении карьеры.

## Карьера в сборной
2 апреля 1927 года дебютировал за сборную Англии в матче Домашнего чемпионата против сборной Шотландии. В том же году провёл ещё три товарищеских матча за сборную, забив один гол в игре против команды Люксембурга.
Помимо сборной Англии также сыграл 1 матч за сборную Футбольной лиги и 1 матч за сборную «профессионалов» в Суперкубке Англии.

### Список матчей за сборную
| № | Дата          | Стадион                               | Соперник   | Результат | Голы Бишопа | Турнир                                      |
| - | ------------- | ------------------------------------- | ---------- | --------- | ----------- | ------------------------------------------- |
| 1 | 2 апреля 1927 | «Хэмпден Парк», Глазго                | Шотландия  | 2:1       |             | Домашний чемпионат Великобритании 1926/1927 |
| 2 | 11 мая 1927   | «Оскар Боссар», Брюссель              | Бельгия    | 9:1       |             | Товарищеский матч                           |
| 3 | 21 мая 1927   | «Стад де ля Фронтьер», Эш-сюр-Альзетт | Люксембург | 5:2       | 86′         | Товарищеский матч                           |
| 4 | 26 мая 1927   | «Коломб», Париж                       | Франция    | 6:0       |             | Товарищеский матч                           |

Итого: 4 матча/ 1 гол; 4 победы, 0 ничьих, 0 поражений

## Достижения
Вест Хэм Юнайтед
- Финалист Кубка Англии: 1923
- Второе место во Втором дивизионе (выход в Первый дивизион): 1922/23

Сборная профессиональных футболистов
- Обладатель Суперкубка Англии: 1923

Сборная Англии
- Победитель Домашнего чемпионата: 1926/27 (разделённая победа)